# Teatro Ressurreição
Teatro Ressurreição é um teatro localizado na cidade de São Paulo. Está situado no distrito do Jabaquara, zona sul da cidade, dentro do Colégio Ressurreição.

## Crítica
Em 28 de setembro de 2014, foi publicado na Folha de S.Paulo o resultado da avaliação feita pela equipe do jornal ao visitar os sessenta maiores teatros da cidade de São Paulo. O local foi premiado com três estrelas, uma nota "regular", com o consenso: "Instalado ao lado da estação Jabaquara do metrô, atrai o público do bairro com produções infantis e comédias. Na data da visita, um domingo à noite, a reportagem encontrou o café do estabelecimento fechado. Mesmo assim, vale o destaque para o atendimento cordial dos funcionários. Tem poucos banheiros, com limpeza regular. Falta elevador adaptado. O local diz que o café é terceirizado e, devido a um problema pessoal, não abriu no dia."